# Barygenys exsul
Barygenys exsul е вид жаба от семейство Microhylidae. Видът не е застрашен от изчезване.

## Разпространение
Разпространен е в Папуа Нова Гвинея.